# کانون کنترل
در روان‌شناسی شخصیت، کانون کنترل نشان‌دهنده میزان و درجه‌ای است که افراد اعتقاد دارند کنترل رویدادهای زندگی و نتایج آن در دست خودشان است یا تحت کنترل نیروهای بیرونی که خارج از کنترل وی هستند. پیدایش این مفهوم توسط جولیان بوت راتر در سال ۱۹۵۴ انجام گرفت و از آن زمان به بعد تبدیل به یکی از جنبه‌های مطالعات شخصیتی شده‌است. کانون کنترل می‌تواند درونی (باور به اینکه زندگی فرد می‌تواند به‌وسیلهٔ خودش کنترل شود) یا بیرونی (باور مبتنی بر کنترل زندگی توسط عوامل بیرونی از قبیل شانس، سرنوشت، اعمال دیگران که خارج از محدوده کنترل خود فرد است) باشد.
افراد با کانون کنترل درونی، رویدادهای زندگی را عمدتاً ناشی از اقدامات فردی خود می‌دانند. به‌طور مثال: در هنگام دریافت نتایج امتحان، افرادی که دارای کانون کنترل درونی هستند تمایل دارند خود و توانایی‌های خود را مورد ستایش یا سرزنش قرار دهند و در مقابل افراد با کانون کنترل بیرونی، عوامل بیرونی همچون سطح دشواری امتحان یا معلم را سرزنش یا تحسین می‌کنند.
نظریه کانون کنترل، زمینه را برای تحقیقات بیشتر در زمینه‌های گوناگون روان‌شناسی ایجاد کرد. این ساختار شخصیت در زمینه‌های گوناگونی همچون روان‌شناسی سلامت، روان‌شناسی بالینی و روان‌شناسی تربیتی کاربرد دارد. در ادامه این بحث مطرح می‌شود که در کاربرد عملی کدام یک از دونوع کانون کنترل (درونی و بیرونی) مفیدتر خواهد بود.
در سال ۱۹۶۶ راتر مقاله‌ای در (Monographs of Psychology) منتشر کرد که در طی یک دهه تحقیق (توسط راتر و دانش آموزانش) خلاصه شده بود. پیش از آن تلاش‌هایی از سوی آلفرد آدلر برای تشریح چنین مفهومی صورت گرفته‌بود اما زمینه اصلی پرداختن به آن در کار راتر و شاگردانش انجام گرفت.

## ساختار شخصیت
راتر تذکر می‌دهد که کنترل درونی و بیرونی دو سوی یک پیوستارند و نه دو نوع کاملاً مجزا از یکدیگر. افراد با کنترل درونی نتایج رویدادهای مختلف را به اختیار خودشان نسبت دهند. این افراد براین باورند که نتایج فعالیت‌های آنان برآمده از توانایی‌های آن هاست. آن‌ها می‌دانند که اگر سخت کار کنند نتایج خوبی خواهند گرفت. چراکه هر عملی نتیجه منطقی خود را در پی خواهد داشت و این باور آن‌ها را به پذیرش این واقعیت که بوقوع پیوستن هرچیز در صورتی که آنان بخواهند امکان‌پذیر است، رهنمون می‌کند. در مقابل افراد با کنترل بیرونی پیامد رویدادها را به واقعیت‌های بیرونی نسبت می‌دهند. این افراد تمایل به پذیرش این باور دارند که همه چیز خارج از محدوده اختیار آن‌ها رخ می‌دهد؛ و رفتار آن‌ها ناشی از عوامل خارجی همچون تقدیر، شانس ویا اعمال قدرت دیگران است. بنابر باور این افراد جهان پیچیده‌تر از آن است که بتوان آن را پیش‌بینی یا نتایج آن را کنترل کرد. طبیعتاً این افراد دیگران را بخاطر رویدادهای ناخوشایند زندگی سرزنش می‌کنند. یکی از تفاوت‌های افراد با کنترل درونی با افراد کنترل بیرونی در میزان انگیزه آنان برای دستیابی به اهدافشان است. افراد با کنترل درونی از سطح بیشتری از انگیزه برای دستیابی به موفقیت برخوردارند. در مقابل افراد کنترل بیرونی بیشتر در معرض افسردگی بالینی قرار دارند. به‌طور کلی افراد با کنترل درونی دارای دو خصیه عمده اند: انگیزه بالا و بی نظمی اندک. این نظریه ابتدایی راتر دربارهٔ کانون کنترل بود.
مطابق نظریه کانون کنترل، نوع دیگری از کنترل وجود دارد که ترکیبی است از نوع نگاه افراد با کنترل بیرونی با دیدگاه افراد با کنترل درونی. افرادی با این نگاه، دو کانونی نامیده می‌شوند. افراد دو کانونی با برخورداری از ترکیب متوازن دیدگاه‌های درونی و بیرونی، برخورد سازنده تری با رویدادهای استرس زا و همچنین مقابله بهتری با بیماری‌ها دارند. این افراد همزمان می‌توانند مسئولیت خود را در اعمال و نتایج اعمال خود بپذیرند درحالی‌که قادر به تکیه بر منابع بیرونی نیز هستند.

### اندازه‌گیری
پرسشنامه کانون کنترل راتر دارای ۲۹ سؤال است. اگرچه پرسشنامه‌های متفاوتی برای اندازه‌گیری آن وجود دارد